# حسن القزويني
حسن القزويني هو إمام المركز الإسلامي في أمريكا. من مواليد مدينة كربلاء العراقية سنة 1964م، يعيش الآن في ولاية ميشيغان إحدى ولايات امريكا.

## وصلات خارجية
- His Official Website
- Young Muslim Association
- Islamic Center of America
- American Crescent
- Rolling Stone Review
- CNN Interview
- 60 Minutes Interview Analysis
- ITVS Interview
- NPR Interview
- NPR Interview 2
- Fresh Air Radio Interview